# Sprenkelbrustspecht
Der Sprenkelbrustspecht (Dendrocopos analis) ist eine Vogelart aus der Familie der Spechte (Picidae).
Bis vor kurzem wurde die Art als konspezifisch mit dem Isabellbrustspecht (Dendrocopos macei) angesehen, aber aufgrund des rosafarbenen und nicht hellroten Steißes, der deutlicher ausgeprägten weißen Schwanzbinden, der nur leichten Bruststrichelung, der anderen Färbung von Kinn und Kehle und der geringeren Größe als eigenständige Art abgegrenzt.
Der Vogel kommt auf Bali, Java, in Myanmar, auf Sumatra, in Thailand und in Vietnam vor.
Der Lebensraum umfasst offene baumbestandene Flächen, trockenen tropischen oder subtropischen Sekundärwald, Plantagen und Gärten meist unterhalb von 1220, auch bis 2000 und auf den Großen Sundainseln bis 2800 m Höhe.
Die Art ist Standvogel.
Das Artepitheton kommt von lateinisch anus ‚Anus‘ (Unterschwanzdecken).

## Merkmale
Der Vogel ist 16 bis 18 cm groß. Das Männchen ist an der Unterstirn hell gelbbraun, von der Oberstirn über den Scheitel rot mit einzelnen schwarzen oder grauen Strichen, der Nacken ist schwarz. Das Gesicht ist weißlich, Zügel und Ohrdecken sind etwas gelblich-bräunlich, der schwarze Kinnstreif reicht nach hinten bis zum Hals und abwärts bis zur Brust. Die Oberseite ist schwarz mit breiten weißen Binden bis über die Flügeldecken mit weißen Spitzen. Die Flugfedern und der Oberschwanz sind schwarz mit weißen Binden. Kinn und Kehle sind steingrau, auch die Unterseite mit etwas cremefarbenem Einschlag, auf der Brust finden sich schwarze Flecken. Manchmal ist an den Flanken eine dunkle Strichelung zu sehen, die Unterschwanzdecken sind leicht rosa gefärbt. Der lange, gerade Schnabel ist grau mit meißelförmiger dunklerer Spitze. Die Iris ist rotbraun mit grauen Augenring, die Beine sind gräulich.
Beim Weibchen ist der Scheitel schwarz ohne Rot. Jungvögel sind auf der Unterseite weniger rosafarben und haben in beiden Geschlechtern etwas Rot am Kopf.

## Geografische Variation
Es werden folgende Unterarten anerkannt:
- D. a. longipennis Hesse, 1912, –  Myanmar über Thailand bis Südvietnam, blasser auf der Unterseite mit deutlicherer Zeichnung in Form eines Halsbandes im Brustbereich, dunkler rötliche Unterschwanzdecken
- D. a. andamanensis (Blyth, 1859), – Andamanen, blasser Schnabel, schwarz gestreiftes Gesicht, große runde oder herzförmige Brustflecken, brauner Scheitel beim Weibchen
- D. a. analis (Bonaparte, 1850), Nominatform – Sumatra, Java and Bali

## Stimme
Der Ruf wird als scharfes „chik“ oder „tsik“, auch als „chu-ik“ oder ansteigend als „kut-kut-kut-…“ beschrieben. Die Art trommelt eher leise etwa 1 bis 2 Sekunden lang.

## Lebensweise
Die Nahrung besteht aus Ameisen und verschiedenen anderen Insekten, auch Beerenobst und Früchte werden verzehrt, einzeln, paarweise oder in Familiengruppen, auch in gemischten Jagdgemeinschaften. Bevorzugt werden hohe Bäume auf Stamm und größeren Ästen in mittlerer Höhe oder in der Krone.
Die Brutzeit liegt zwischen Dezember und März. Bei der Balz wird der Kamm aufgestellt, es gibt auch Schauflüge. Die Nisthöhle wird von beiden Altvögeln angelegt in meist 1 bis 3 m Höhe.
Das Gelege besteht aus 3 bis seltener 5 Eiern, die von beiden Elternvögeln ausgebrütet werden.

## Gefährdungssituation
Die Art gilt als nicht gefährdet (Least Concern).